# مستكشف التكوين المتقدم
مستكشف التكوين المتقدم (إيه سي إي) هو أحد مهمات برامج إكسبلوررز التابع لناسا لاستكشاف الطاقة الشمسية والفضاء ودراسة الجسيمات النشطة للرياح الشمسية والوسط بين الكوكبي ومصادر أخرى.
تُستخدم بيانات إيه سي إي في الوقت الفعلي من قِبل مركز التنبؤ بالطقس الفضائي التابع للإدارة الوطنية للمحيطات والغلاف الجوي (إن أوه إيه إيه) لتحسين التنبؤات والتحذيرات من العواصف الشمسية. أُطلِقت مركبة إيه سي إي الفضائية الروبوتية في 25 أغسطس 1997، ودخلت مدار ليساجوس بالقرب من نقطة لاغرانج الأولى إل 1 (التي تقع بين الشمس والأرض على بعد 1.5 مليون كيلومتر من الأرض تقريبًا) في 12 ديسمبر 1997. تعمل المركبة الفضائية حاليًا في ذلك المدار. نظرًا لأن إيه سي إي يقع في مدار غير كبلري، ويقوم بمناورات منتظمة للحفاظ على تموضعه، فإن المعاملات المدارية في مربع المعلومات المجاور تقريبية فقط.
اعتبارًا من عام 2019، لا تزال المركبة الفضائية في حالة جيدة بشكل عام، ومن المتوقع أن يكفي وقودها للحفاظ على مدارها حتى عام 2024. قام مركز جودارد لرحلات الفضاء التابع لناسا بإدارة تطوير وتجميع مركبة إيه سي إي.

## الأهداف العلمية
تسمح عمليات رصد إيه سي إي بدراسة مجموعة واسعة من المشكلات الأساسية في المجالات الرئيسية الأربعة التالية:

### التركيب الأولي والنظيري للمادة
أحد الأهداف الرئيسية للمهمة هو التحديد الدقيق والشامل للتركيب الأولي والنظيري لعينات مختلفة من المواد الأصلية التي تُسرع الأنوية الذرية. استُخدمت عمليات الرصد هذه من أجل:
- جمع كميات وافرة من النظائر الشمسية بشكل مباشر من المواد الشمسية.
- تحديد التركيب الأولي والنظيري لهالة الشمس بدقة مُحسنة بشكل كبير.
- تحديد نمط الاختلافات النظيرية بين الأشعة الكونية المجرية ومواد النظام الشمسي.
- قياس الوفرة الأولية والنظيرية للأيونات الملتقطة في الوسط بين النجمي وبين الكوكبي.
- تحديد التركيب النظيري لمكون الأشعة الكونية الشاذ، الذي يمثل عينةً من الوسط بين النجمي المحلي.

### أصل العناصر والعمليات التطورية اللاحقة
تشير الحالات الشاذة النظيرية في النيازك إلى أن النظام الشمسي لم يكن متجانسًا عند تكوينه. بالمثل، فإن المجرة ليست متجانسة عبر الفضاء ولا ثابتة عبر الزمن بسبب التكوين النووي النجمي المستمر. استُخدمت قياسات إيه سي إي من أجل:
- البحث عن الاختلافات بين التركيب النظيري للمواد الشمسية والمواد النيزكية.
- تحديد مساهمة جسيمات الطاقة والرياح الشمسية في المواد القمرية والنيزكية والأغلفة الجوية والمغناطيسية الكوكبية.
- تحديد عمليات التكوين النووي السائدة التي تساهم في تكوين المادة الأصلية للأشعة الكونية.
- تحديد ما إذا كانت الأشعة الكونية هي عينة من مواد تكونت حديثًا (على سبيل المثال، من المستعرات العظمى) أو من الوسط بين النجمي الحديث.
- البحث عن الأنماط النظيرية في المواد الشمسية والمجرية لاختبار نماذج التطور المجري.

### تشكل الهالة الشمسية وتسارع الرياح الشمسية
تُظهر عمليات رصد الجسيمات الشمسية النشطة والرياح الشمسية والتحليل الطيفي أن التركيب الأولي لهالة الشمس يختلف عن تكوين الغلاف الضوئي، على الرغم من أن آلية حدوث هذا، وآلية تسريع الرياح الشمسية، غير مفهومة جيدًا. يُستخدم التكوين المُفصل وبيانات حالة الشحنة التي يقدمها إيه سي إي من أجل:
- عزل عمليات التكوين السائدة في هالة الشمس بمقارنة مجموعة واسعة من مواد الهالة والغلاف الضوئي.
- دراسة ظروف البلازما عند مصدر الرياح الشمسية والجسيمات الشمسية النشطة عن طريق قياس ومقارنة حالات الشحنة لهاتين المجموعتين.
- دراسة عمليات تسريع الرياح الشمسية وأي تجزئة تعتمد على الكتلة أو الشحنة في أنواع مختلفة من تدفقات الرياح الشمسية.

### تسارع الجسيمات وانتقالها في الطبيعة
تتسارع الجسيمات في كل مكان في الطبيعة ويُعد فهم طبيعة هذا التسارع أحد المشاكل الأساسية في الفيزياء الفلكية للبلازما الفضائية. تُستخدم مجموعة البيانات الفريدة التي جُمعت خلال قياسات إيه سي إي من أجل:
- إجراء قياسات مباشرة للتجزئة المعتمدة على الشحنة و/أو خلال أحداث تسارع الجسيمات الشمسية النشطة والجسيمات بين الكوكبية.
- تقييد نماذج التوهج الشمسي وصدمات هالة الشمس والصدمات بين الكوكبية ببيانات الشحنة والكتلة والبيانات الطيفية التي تعود حتى خمس عقود في الطاقة.
- اختبار النماذج النظرية للتوهجات الغنية بهيليوم 3 وأحداث أشعة غاما الشمسية.

## الأدوات العلمية

### مطياف نظائر الأشعة الكونية (سي آر آي إس)
يغطي مطياف نظائر الأشعة الكونية العقد الأعلى لفترة طاقة إيه سي إي، من 50 إلى 500 ميجا إلكترون فولت/نوية، مع دقة نظيرية للعناصر ذات الأعداد الذرية المتراوحة بين 2 و30 تقريبًا. الأنوية المُكتشفة في فترة الطاقة هذه هي في الغالب أشعة كونية نشأت في مجرتنا. تبحث هذه العينة من المادة المجرية في التكوين النووي للمادة الأصلية، وكذلك عن عمليات التجزئة والتسريع والنقل التي تخضع لها هذه الجسيمات في المجرة وفي الوسط بين الكوكبي. يعتمد تحديد الشحنة والكتلة باستخدام أداة سي آر آي إس على قياسات متعددة لـ dE/dx والطاقة الإجمالية في مجموعة من أجهزة الكشف عن السيليكون، وقياسات المسار باستخدام مقاييس المسار ذات الألياف الضوئية الومضية (إس أوه إف تي). تتمتع الأداة بعامل هندسي قدره 250 سنتيمتر مربع ستيراديان للقياسات النظيرية.